# Lautaro Di Lollo
Lautaro Federico Di Lollo (* 10. března 2004) je argentinský profesionální fotbalista, který hraje na pozici obránce za klub CA Boca Juniors.

## Klubová kariéra
Svou první profesionální smlouvu s Bocou podepsal v červenci 2022, čtyřletou smlouvu do roku 2026. Obránce se v roce 2022 dostal na lavičku náhradníků prvního týmu pro zápasy proti Estudiantes, Argentinos Juniors a Talleres de Córdoba. V říjnu 2022 byl Di Lollo jedním ze střelců v zápase, díky kterému rezervní tým Boca Juniors vyhrál Torneo de Reserva 2022.

## Reprezentační kariéra
Trenér Javier Mascherano ho jmenoval do argentinského týmu do 20 let pro Mistrovství Jižní Ameriky ve fotbale hráčů do 20 let 2023, které se konalo v Kolumbii v lednu a únoru 2023.

## Statistiky

### Klubové
Platí k zápasu hranému 4. srpna 2024.
| Klub              | Sezóna            | Liga              | Liga   | Liga | Národní pohár | Národní pohár | Ligový pohár | Ligový pohár | Kontinentální | Kontinentální | Ostatní | Ostatní | Celkově | Celkově |
| Klub              | Sezóna            | Soutěž            | Zápasy | Góly | Zápasy        | Góly          | Zápasy       | Góly         | Zápasy        | Góly          | Zápasy  | Góly    | Zápasy  | Góly    |
| ----------------- | ----------------- | ----------------- | ------ | ---- | ------------- | ------------- | ------------ | ------------ | ------------- | ------------- | ------- | ------- | ------- | ------- |
| Boca Juniors      | 2024              | Primera División  | 8      | 0    | 1             | 0             | 0            | 0            | 7             | 0             | 0       | 0       | 16      | 0       |
| Boca Juniors      | Celkově           | Celkově           | 8      | 0    | 1             | 0             | 0            | 0            | 7             | 0             | 0       | 0       | 16      | 0       |
| Celkově v kariéře | Celkově v kariéře | Celkově v kariéře | 8      | 0    | 1             | 0             | 0            | 0            | 7             | 0             | 0       | 0       | 16      | 0       |